# Bovec
Bovec este un oraș din comuna Bovec, Slovenia, cu o populație de 1.612 locuitori.